# Blind Before I Stop
Albums de Meat Loaf
Bad Attitude
(1984) Bat Out of Hell II: Back Into Hell
(1993)
Blind Before I Stop est un album de Meat Loaf paru en 1986. L'album est produit par Frank Farian. Blind Before I Stop s'est classé à la 21e position en Suisse, 28e au Royaume-Uni, 36e en Suède et à la 51e position en Allemagne.
Les critiques se sont focalisées sur le manque du son musical caractérisé par l'influence de Jim Steinman, incorporant des accords de synthés et de samples. Selon Meat Loaf, il aurait préféré attendre pour travailler avec plus de matériel Steinman, mais le contrat qui le lie à Arista, l'a obligé à terminer deux nouveaux albums, dont un album live à la fin des années 1980
Sur cet album, Meat Loaf a co-écrit trois titres, la chanson titre Blind Before I Stop, Execution Day et One More Kiss (Night of the Soft Parade). L'album comporte une chanson interprétée en duo avec John Parr, Rock 'n' Roll Mercenaries, parue en single.

## Liste des titres
| No  | Titre                                          | Auteur                                     | Durée |
| --- | ---------------------------------------------- | ------------------------------------------ | ----- |
| 1.  | Execution Day                                  | Meat Loaf, Dick Wagner                     | 6:30  |
| 2.  | Rock 'n' Roll Mercenaries (duo avec John Parr) | Michael Dan Ehmig, Alan Hodge              | 5:00  |
| 3.  | Getting Away with Murder                       | Terry Britten, Sue Shifrin                 | 3:49  |
| 4.  | One More Kiss (Night of the Soft Parade)       | John Golden, Meat Loaf                     | 5:40  |
| 5.  | Blind Before I Stop                            | Paul Christie, Golden, Meat Loaf           | 3:39  |
| 6.  | Burning Down                                   | Billy Rankin                               | 5:10  |
| 7.  | Standing on the Outside                        | Steve George, John Lang, Richard Page      | 3:57  |
| 8.  | Masculine                                      | Rick Derringer, Jake Hooker, Bernard Kenny | 4:23  |
| 9.  | Man and a Woman (duo avec Amy Goff)            | John Harris, Jerry Riopelle                | 4:11  |
| 10. | Special Girl                                   | Eddie Schwartz, Dave Tyson                 | 3:54  |
| 11. | Rock 'n' Roll Hero                             | John Wilcox                                | 4:30  |

## Musiciens
- Meat Loaf — chant, guitare (piste 5), guitare additionnelle (piste 2), chœurs
- Mats Björklynd — guitares (pistes 1, 2, 3, 8), batterie (pistes 5, 9), programmation
- Johan Daansen — guitares (pistes 2, 7, 10)
- Harry Baierl — piano (pistes 4, 7, 8), claviers, programmation (piste 2)
- Pit Löw — claviers & programmation
- Peter Weihe — guitare
- Dieter Petereit — basse
- John Golden — basse (pistes 2, 4, 5, 7, 9, 10)
- Curt Cress — batterie
- Mel Collins — saxophone (pistes 1, 3, 6)